# Refugio glaciar
Un refugio glaciar es una región geográfica que hizo posible la supervivencia de la flora y la fauna en tiempos de las glaciaciones y permitió la recolonización posglacial. Se pueden distinguir diferentes tipos de refugios glaciares, a saber, nunatak, refugios periféricos y de tierras bajas. Se ha sugerido que los refugios glaciares son una de las principales causas de los patrones de distribución de la flora y la fauna tanto en latitudes templadas como tropicales. Con respecto a las poblaciones disyuntas de las distribuciones de especies de hoy en día, especialmente en las aves, se ha puesto en duda la validez de tales inferencias, ya que gran parte de la diferenciación entre las poblaciones observadas hoy puede haber ocurrido antes o después de su restricción a los refugios. Por el contrario, los lugares geográficos aislados que albergan una o más especies en peligro crítico (consideradas como paleoendémicas o reliquias glaciales) generalmente no se cuestionan como refugios glaciares de buena fe.

## Identificación de refugios glaciares
Tradicionalmente, la identificación de refugios glaciares se ha producido a través de la evaluación de la evidencia paleoecológica, para determinar los orígenes de los taxones modernos. Por ejemplo, los enfoques paleoecológicos, que se centran en el estudio de organismos fósiles y sus restos, se han utilizado para reconstruir las distribuciones de polen en Europa durante los 13.000 años transcurridos desde la última glaciación. En este caso, los investigadores finalmente establecieron la expansión de los árboles forestales desde la franja montañosa de Europa meridional, lo que sugiere que esa área sirvió como refugio glaciar durante este tiempo.

## Tipos
En estudios que exploran la extensión de los refugios glaciares en especies de montaña, se han identificado tres tipos distintos de refugios glaciares.

### Nunatak
Un nunatak es un tipo de refugio glaciar que se encuentra en los picos de las montañas expuestos y libres de nieve, que se encuentran sobre la capa de hielo durante las glaciaciones. La identificación de puntos calientes de biodiversidad en áreas que deberían haber sido regiones de migración durante los principales episodios glaciales, es evidencia de refugios glaciares tipo nunatak. Por ejemplo, las cadenas montañosas del Monte Rosa, Avers, Engadina y Bernina son regiones nunatak propuestas con riqueza florística, indicativo de supervivencia glaciar en nunataks.

### Refugios glaciares periféricos
Todavía existen refugios glaciares periféricos dentro del sistema montañoso pero, a diferencia de los nunataks, que existen en los picos, este tipo de refugio se encuentra a lo largo de los bordes de los sistemas montañosos. La evidencia de este tipo de refugios de montaña se puede encontrar a lo largo de las fronteras de las montañas de los Cárpatos, los Pirineos o los Alpes europeos, todos los cuales eran sistemas montañosos formalmente glaciares. Por ejemplo, utilizando la técnica de polimorfismo en la longitud de fragmentos amplificados (AFLP), los investigadores han podido inferir la supervivencia de Phyteuma globulariifolium en refugios periféricos en los Alpes europeos.

### Refugios glaciares de tierras bajas

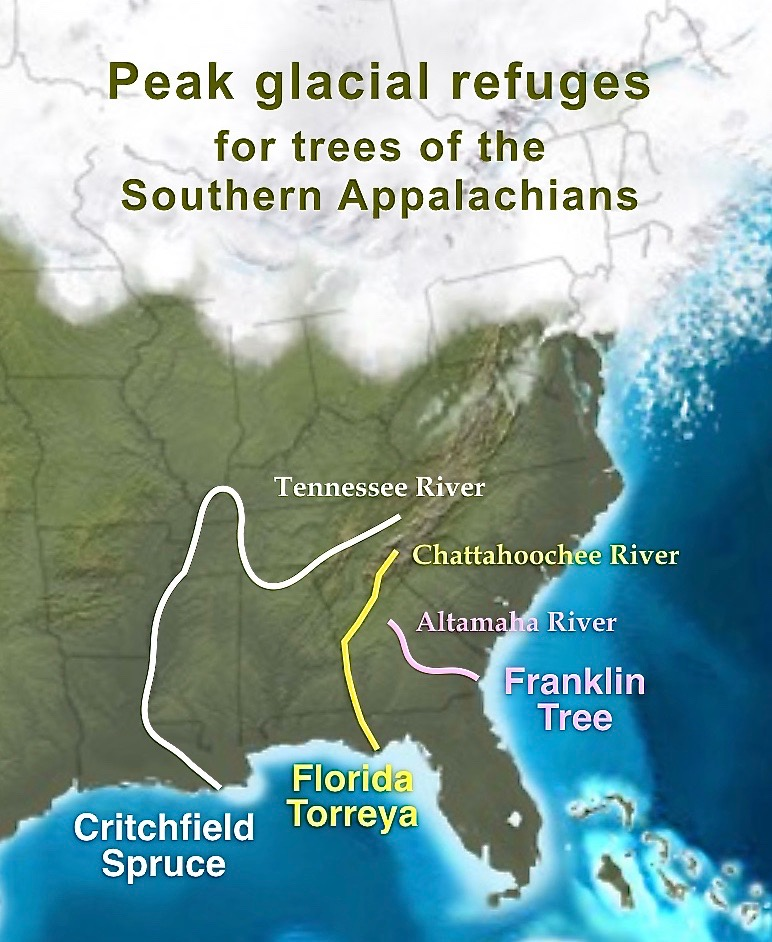
Refugios glaciares en los Apalaches meridionales

Los refugios glaciares de tierras bajas, a diferencia de los nunataks y los refugios glaciares periféricos, son un tipo de refugio que existe fuera del sistema montañoso, en tierras bajas. Situados más allá de los límites de los escudos de hielo, se han identificado refugios de tierras bajas para varias especies de plantas y animales. En Europa, por ejemplo, a través del análisis de aloenzimas, los investigadores han podido confirmar la distribución continua de Zygaena exulans entre las estribaciones de los Pirineos y los Alpes durante la última edad de hielo.
En el este de Norteamérica, los refugios glaciares de las tierras bajas a lo largo de las costas del Atlántico y del Golfo albergan plantas endémicas, algunas de las cuales son raras, incluso en peligro de extinción, y otras implican las poblaciones de plantas disyuntas más al sur que comúnmente aparecen solo cientos de millas al norte. Los principales ríos que drenan hacia el sur desde los Apalaches están asociados con una gradación de especies de árboles paleoendémicos. Estos van desde la extinta picea de Critchfield cerca de la desembocadura del río Misisipi, hasta la Franklinia extinta en estado salvaje a lo largo del río Altamaha, hasta la torreya de Florida de Florida y el tejo de Florida en peligro crítico de extinción en el extremo aguas abajo del sistema fluvial del río Chattahoochee.